# Чемпионат Южной Америки по футболу среди молодёжных команд 2023
Чемпионат Южной Америки по футболу среди молодёжных команд 2023 (исп. CONMEBOL Sudamericano Sub-20 Colombia 2023) – 30-й футбольный турнир для молодёжных сборных Южной Америки, который прошёл в Колумбии с 19 января по 12 февраля 2023 года.
Четыре лучшие команды турнира получили путёвку на молодёжный чемпионат мира 2023 года, который прошёл в Индонезии.

## Города и стадионы
Матчи турнира прошли на четырёх стадионах.
| Кали                                       | Кали                | Богота Кали | Богота              | Богота                |
| ------------------------------------------ | ------------------- | ----------- | ------------------- | --------------------- |
| Олимпийский стадион имени Паскуаля Герреро | Депортиво Кали      | Богота Кали | Эль Кампин          | Метрополитано де Течо |
| Вместимость: 35 405                        | Вместимость: 42 000 | Богота Кали | Вместимость: 36 343 | Вместимость: 8000     |
|                                            |                     | Богота Кали |                     |                       |

## Первый этап
Первые три команды из каждой группы вышли в финальный этап.
Время начала матчей дано по времени Колумбии (UTC-5).
| Условные обозначения               |
| ---------------------------------- |
| Команды, вышедшие в финальный этап |
| Команды, вылетевшие из турнира     |

### Группа A
| Поз | Команда      | И | В | Н | П | МЗ | МП | РМ | О  | Квалификация   |
| --- | ------------ | - | - | - | - | -- | -- | -- | -- | -------------- |
| 1   | Бразилия     | 4 | 3 | 1 | 0 | 9  | 3  | +6 | 10 | Финальный этап |
| 2   | Колумбия (Х) | 4 | 2 | 2 | 0 | 5  | 3  | +2 | 8  | Финальный этап |
| 3   | Парагвай     | 4 | 2 | 1 | 1 | 5  | 4  | +1 | 7  | Финальный этап |
| 4   | Аргентина    | 4 | 1 | 0 | 3 | 3  | 6  | −3 | 3  |                |
| 5   | Перу         | 4 | 0 | 0 | 4 | 1  | 7  | −6 | 0  |                |

| Перу | 0:3     | Бразилия                           |
| ---- | ------- | ---------------------------------- |
|      | (отчёт) | - Роке 68′ 81′ (пен.) - Сантос 76′ |

| Колумбия | 1:1     | Парагвай      |
| -------- | ------- | ------------- |
| Луна 46′ | (отчёт) | Влк 6′ (пен.) |

| Парагвай                      | 2:1     | Аргентина   |
| ----------------------------- | ------- | ----------- |
| - Флорес 32′ - Влк 56′ (пен.) | (отчёт) | Перроне 34′ |

| Перу       | 1:2     | Колумбия       |
| ---------- | ------- | -------------- |
| Васкес 37′ | (отчёт) | Кортес 45′ 74′ |

| Парагвай        | 1:0     | Перу |
| --------------- | ------- | ---- |
| Д. Гонсалес 33′ | (отчёт) |      |

| Аргентина    | 1:3     | Бразилия                                 |
| ------------ | ------- | ---------------------------------------- |
| Гонсалес 90′ | (отчёт) | - Биро 8′ - Сантос 36′ - Роке 87′ (пен.) |

| Аргентина     | 1:0     | Перу |
| ------------- | ------- | ---- |
| Инфантино 41′ | (отчёт) |      |

| Бразилия   | 1:1     | Колумбия   |
| ---------- | ------- | ---------- |
| Сантос 44′ | (отчёт) | Пуэрта 31′ |

| Колумбия    | 1:0     | Аргентина |
| ----------- | ------- | --------- |
| Фуэнтес 75′ | (отчёт) |           |

| Бразилия                  | 2:1     | Парагвай    |
| ------------------------- | ------- | ----------- |
| - Стенио 30′ - Роналд 55′ | (отчёт) | Перейра 22′ |

### Группа B
| Поз | Команда   | И | В | Н | П | МЗ | МП | РМ | О  | Квалификация   |
| --- | --------- | - | - | - | - | -- | -- | -- | -- | -------------- |
| 1   | Уругвай   | 4 | 3 | 1 | 0 | 11 | 2  | +9 | 10 | Финальный этап |
| 2   | Венесуэла | 4 | 2 | 0 | 2 | 2  | 4  | −2 | 6  | Финальный этап |
| 3   | Эквадор   | 4 | 1 | 2 | 1 | 3  | 3  | 0  | 5  | Финальный этап |
| 4   | Чили      | 4 | 1 | 1 | 2 | 2  | 5  | −3 | 4  |                |
| 5   | Боливия   | 4 | 1 | 0 | 3 | 2  | 6  | −4 | 3  |                |

| Боливия  | 1:0     | Венесуэла |
| -------- | ------- | --------- |
| Нава 52′ | (отчёт) |           |

| Эквадор   | 1:1     | Чили        |
| --------- | ------- | ----------- |
| Куэро 33′ | (отчёт) | Конелли 25′ |

| Боливия | 0:1     | Эквадор  |
| ------- | ------- | -------- |
|         | (отчёт) | Мина 79′ |

| Чили | 0:3     | Уругвай                                 |
| ---- | ------- | --------------------------------------- |
|      | (отчёт) | - Диас 4′ - Л. Родригес 7′ - Гарсия 39′ |

| Уругвай                          | 3:0     | Венесуэла |
| -------------------------------- | ------- | --------- |
| - Л. Родригес 24′ 65′ - Диас 42′ | (отчёт) |           |

| Чили       | 1:0     | Боливия |
| ---------- | ------- | ------- |
| Ассади 19′ | (отчёт) |         |

| Уругвай                                         | 4:1     | Боливия         |
| ----------------------------------------------- | ------- | --------------- |
| - А. Родригес 68′ 80′ 90+6′ - Диас 90+5′ (пен.) | (отчёт) | Лухан 5′ (пен.) |

| Венесуэла           | 1:0     | Эквадор |
| ------------------- | ------- | ------- |
| Алькосер 15′ (пен.) | (отчёт) |         |

| Венесуэла           | 1:0     | Чили |
| ------------------- | ------- | ---- |
| Алькосер 48′ (пен.) | (отчёт) |      |

| Эквадор   | 1:1     | Уругвай   |
| --------- | ------- | --------- |
| Куэро 13′ | (отчёт) | Шагас 15′ |

## Финальный этап
Команды, которые заняли места с первого по четвёртое, попали на молодёжный чемпионат мира 2023.
| Поз | Команда      | И | В | Н | П | МЗ | МП | РМ | О  | Квалификация                                                                     |
| --- | ------------ | - | - | - | - | -- | -- | -- | -- | -------------------------------------------------------------------------------- |
| 1   | Бразилия     | 5 | 4 | 1 | 0 | 10 | 1  | +9 | 13 | Чемпионат мира по футболу среди молодёжных команд 2023 Панамериканские игры 2023 |
| 2   | Уругвай      | 5 | 4 | 0 | 1 | 8  | 4  | +4 | 12 | Чемпионат мира по футболу среди молодёжных команд 2023 Панамериканские игры 2023 |
| 3   | Колумбия (Х) | 5 | 3 | 1 | 1 | 6  | 3  | +3 | 10 | Чемпионат мира по футболу среди молодёжных команд 2023 Панамериканские игры 2023 |
| 4   | Эквадор      | 5 | 1 | 1 | 3 | 5  | 8  | −3 | 4  | Чемпионат мира по футболу среди молодёжных команд 2023                           |
| 5   | Венесуэла    | 5 | 0 | 2 | 3 | 4  | 11 | −7 | 2  |                                                                                  |
| 6   | Парагвай     | 5 | 0 | 1 | 4 | 2  | 9  | −7 | 1  |                                                                                  |

| Парагвай   | 1:1     | Венесуэла           |
| ---------- | ------- | ------------------- |
| Флорес 50′ | (отчёт) | Алькосер 77′ (пен.) |

| Бразилия                    | 3:1     | Эквадор      |
| --------------------------- | ------- | ------------ |
| - Роке 14′ 28′ - Сантос 81′ | (отчёт) | Гонсалес 76′ |

| Уругвай          | 1:0     | Колумбия |
| ---------------- | ------- | -------- |
| Фа. Гонсалес 78′ | (отчёт) |          |

| Уругвай                             | 2:1     | Эквадор    |
| ----------------------------------- | ------- | ---------- |
| - Диас 35′ (пен.) - Л. Родригес 85′ | (отчёт) | Медина 13′ |

| Бразилия                            | 3:0     | Венесуэла |
| ----------------------------------- | ------- | --------- |
| - Роке 49′ - Педро 85′ - Сантос 90′ | (отчёт) |           |

| Колумбия                                | 3:0     | Парагвай |
| --------------------------------------- | ------- | -------- |
| - Кабесас 29′ - Кортес 40′ - Пуэрта 88′ | (отчёт) |          |

| Венесуэла           | 1:4     | Уругвай                                            |
| ------------------- | ------- | -------------------------------------------------- |
| Алькосер 34′ (пен.) | (отчёт) | - Диас 18′ (пен.) - А. Родригес 35′ 78′ - Соса 44′ |

| Парагвай | 0:2     | Бразилия                   |
| -------- | ------- | -------------------------- |
|          | (отчёт) | - Жиоване 10′ - Роналд 81′ |

| Колумбия           | 1:0     | Эквадор |
| ------------------ | ------- | ------- |
| Кордова 21′ (авт.) | (отчёт) |         |

| Эквадор           | 1:1     | Венесуэла   |
| ----------------- | ------- | ----------- |
| К. Самбрано 90+1′ | (отчёт) | Алькосер 3′ |

| Уругвай         | 1:0     | Парагвай |
| --------------- | ------- | -------- |
| Л. Родригес 85′ | (отчёт) |          |

| Колумбия | 0:0     | Бразилия |
| -------- | ------- | -------- |
|          | (отчёт) |          |

| Эквадор       | 2:1     | Парагвай        |
| ------------- | ------- | --------------- |
| Куэро 12′ 73′ | (отчёт) | Д. Гонсалес 81′ |

| Венесуэла | 1:2     | Колумбия                    |
| --------- | ------- | --------------------------- |
| Кова 64′  | (отчёт) | - Маньома 18′ - Кабесас 39′ |

| Бразилия                   | 2:0     | Уругвай |
| -------------------------- | ------- | ------- |
| - Сантос 84′ - Педро 90+2′ | (отчёт) |         |

## Победитель
| Победитель молодёжного чемпионата Южной Америки |
| ----------------------------------------------- |
| Бразилия Двенадцатый титул                      |

## Бомбардиры
Примечание: В скобках указано, сколько голов из общего числа забито с пенальти.
6 голов
- Витор Роке (2)
- Андрей Сантос

5 голов
- Брайан Алькосер (4)
- Фабрисио Диас (3)
- Альваро Родригес
- Лусиано Родригес

4 гола
- Джастин Куэро

3 гола
- Оскар Кортес

2 гола
- Педро
- Роналд
- Хорхе Кабесас
- Густаво Пуэрта
- Аллан Влк (2)
- Диего Гонсалес
- Хильберто Флорес

1 гол
- Максимилиано Гонсалес
- Джино Инфантино
- Максимо Перроне
- Пабло Лухан (1)
- Фернандо Нава
- Гильерме Биро
- Жиоване
- Стенио
- Алехандро Кова
- Даниэль Луна
- Алексис Маньома
- Хуанда Фуэнтес
- Кевин Перейра
- Дитер Васкес
- Дамиан Гарсия
- Факундо Гонсалес
- Игнасио Соса
- Родриго Шагас
- Лукас Ассади
- Висенте Конелли
- Себастьян Гонсалес
- Яимар Медина
- Гарис Мина
- Кристофер Самбрано

Автоголы
- Луис Кордова (в матче финального этапа против  Колумбии)